# Ruth Engelhard
Ruth Engelhard, geborene Ruth Becker (* 3. Januar 1909 in Lichterfelde; † 22. Oktober 1975 in Darmstadt), war eine deutsche Leichtathletin, die in den 1930er Jahren eine erfolgreiche 80-Meter-Hürdenläuferin war.
Bei den 4. Frauen-Weltspielen am 11. August 1934 in London siegte sie im 80-Meter-Hürdenlauf in 11,6 s und verbesserte damit den bestehenden Weltrekord um eine Zehntelsekunde.
Sie war außerdem an zwei Staffellauf-Weltrekorden beteiligt: Am 20. Juli 1929 lief sie (unter dem Namen Ruth Becker) in Frankfurt am Main im 10-mal-100-Meter-Lauf in einer Staffel des SC Brandenburg, die eine Endzeit von 2:05,3 min erreichte. Am 26. Juni 1932 lief die deutsche Nationalstaffel in Neurössen im 4-mal-200-Meter-Lauf einen Weltrekord von 1:45,8 min.
Sie gewann vier Deutsche Meisterschaften: Dreimal im 80-Meter-Hürdenlauf (1929, 1933 und 1934) und eine mit der 4-mal-100-Meter-Staffel des SV Siemens Berlin 1934.
Ruth Engelhard gehörte bis 1932 dem Sportverein SC Brandenburg Berlin, danach dem SV Siemens Berlin an. Bei einer Größe von 1,59 m hatte sie ein Wettkampfgewicht von 50 kg.

## Familie
Ruth Engelhard entstammte der Malerfamilie Becker. Sie war seit 1932 mit dem Leichtathleten Hermann Engelhard (1903–1984), zweifacher Medaillengewinner bei den Olympischen Spielen 1928, verheiratet.